# Садуллаев, Муллоджан
Муллоджан Садуллаев (1903—1976) — таджикский советский государственный деятель.

## Биография
В 1921—1924 годах служил в частях ВЧК — ГПУ (Восточная Бухара).
С 1924 по 1925 был начальником областной охраны Каратагского уездного отдела ГПУ (Таджикская АССР).
Затем, в 1925—1926 служил начальником Особого отдела ГПУ 13-го стрелкового корпуса РККА. В составе частей корпуса участвовал в борьбе с басмачеством на территории Бухары и Самаркандской области.
В октябре-ноябре 1926 — секретарь Гиссарского вилоята[уточнить].
С декабря 1926 по ноябрь 1927 возглавлял Наркомат торговли и промышленности Таджикского революционного комитета — Таджикской АССР, затем с 1927 по 16.10.1929 года — прокурор Таджикской АССР. Одновременно, в 1927—1931 был народным комиссаром юстиции Таджикской АССР.
В мае 1928 временно исполнял обязанности наркома Рабоче-крестьянской инспекции-председатель областной контрольной комиссии. В конце 1929 года временно исполняющий делами — председатель аппарата ЦИК Таджикской ССР.
С 16.10.1929 по июль 1931 — народный комиссар юстиции и прокурор Таджикской ССР.
В 1931 году назначен постоянным представителем Таджикской ССР при Средне-Азиатском Экономическом Совещании. В январе-апреле 1932 был 1-м секретарём Шахристанского районного комитета партии.
Народный комиссар финансов Таджикской ССР (1933—1934).
В 1936—1941 работал заместителем начальника Отдела Государственной плановой комиссии при СНК РСФСР.
В 1941—1946 служил в РККА.
После окончания войны в 1946—1957 годах работал на должности председателя Государственной плановой комиссии Совета министров Таджикской ССР.
Затем, в 1957—1965 годах — заместитель председателя Совнархоза Таджикского экономического административного — экономического района.

## Награды
- орден Ленина
- орден Трудового Красного Знамени (четырежды)
- орден Красной Звезды (дважды)